# (7331) Balindblad
(7331) Balindblad ist ein Asteroid des äußeren Hauptgürtels, der am 15. Oktober 1985 vom US-amerikanischen Astronomen Edward L. G. Bowell an der Anderson Mesa Station (IAU-Code 688) des Lowell-Observatoriums in Anderson Mesa in Arizona entdeckt wurde.
Der Asteroid wurde am 28. Juli 1999 nach dem schwedischen Astronomen Bertil Anders Lindblad (1921–2010) benannt.